# K307
K307 — південнокорейський артилерійський осколково-фугасний снаряд калібру 155 мм. Розроблений для застосування в САУ K9 Thunder, але може застосовуватися з будь-якими сучасними гаубицями калібру 155 мм.
Форма снаряду розроблялася відповідно до концепції ERFB, що, у поєднанні із застосуванням донного газогенератора дозволило досягти дальності стрільби майже 41 км з гаубиці з довжиною ствола в 52 калібри.

## Технічні характеристики
- Довжина: 945 мм
- Вага: 46.4 кг
- Вибухова речовина: тротил
- Швидкість: 928 м/с
- Максимальна дальність: до 41 км при стрільбі із гаубиці з довжиною ствола в 52 калібри.